# En las montañas de la provincia de Tōtōmi
En las montañas de la provincia de Tōtōmi (遠江山中 Tōtōmi sanchū?) es una estampa japonesa de estilo ukiyo-e obra de Katsushika Hokusai. Fue producida entre 1830 y 1832 como parte de la célebre serie Treinta y seis vistas del monte Fuji, a finales del período Edo. Considerada uno de los diseños más destacados de Hokusai, retrata a un grupo de carpinteros trabajando un gran bloque de madera, que domina la xilografía.

## Descripción
El grabado muestra el monte Fuji desde las montañas de Tōtōmi (la actual zona occidental de la prefectura de Shizuoka), con los trabajadores en primer plano, ocupando un lugar central. El monte se ve en la distancia, enmarcado por el soporte del bloque de madera en posición diagonal. A su vez, dos carpinteros cortan tablones y otro afila su sierra debajo de un cobertizo de paja. Una mujer con un niño a la espalda señala el humo provocado por un fuego cercano que se ve en término medio, en frente del cual se sienta un niño. Los tonos predominantes de la impresión son el azul del cielo y el gris de las nubes que rodean la cima de la montaña, haciendo eco de la dirección del humo.
Se trata de «una de las composiciones más atrevidas de Hokusai», dominada por formas triangulares y parelelos. Los dos soportes de la pieza de madera son aserrados por dos hombres a ambos lados. El uso de los elementos triangulares queda patente en el monte Fuji y las dos mitades de la propia imagen, que queda dividida en triángulos por la madera diagonal en el centro. Las nubes que se elevan hacia la esquina superior derecha contrarrestan este bloque y equilibran la composición.
Pese a la aparente originalidad del diseño, Hokusai se apropió para este grabado de una ilustración de Shokunin zukushi ekotoba («Representaciones visuales de artesanos»), obra de Kuwagata Keisai (1764-1824). Aunque era común que el autor se inspirara en otros trabajos, solía agregarles dramatismo al exagerar o reducir elementos en particular.